# Ammodytoides
Ammodytoides is een geslacht van straalvinnige vissen uit de familie van zandspieringen (Ammodytidae). Het geslacht is voor het eerst wetenschappelijk beschreven in 1939 door Duncker & Mohr.

## Soorten
- Ammodytoides gilli (Bean, 1895)
- Ammodytoides idai Randall & Earle, 2008
- Ammodytoides kimurai Ida & Randall, 1993
- Ammodytoides leptus Collette & Randall, 2000
- Ammodytoides praematura Randall & Earle, 2008
- Ammodytoides pylei Randall, Ida & Earle, 1994
- Ammodytoides renniei (Smith, 1957)
- Ammodytoides vagus (McCulloch & Waite, 1916)
- Ammodytoides xanthops Randall & Heemstra, 2008